# 로버트 W. 스트라우브
로버트 윌리엄 스트라우브 (Robert William Straub, 1920년 5월 6일 - 2002년 11월 27일)는 오리건주에서 온 미국의 정치인이자 기업인이었다. 캘리포니아주 샌프란시스코의 토박이었던 그는 자신이 정계에 입문했던 오리건주 유진에 정착하였다. 민주당 소속이었던 그는 오리건주 상원, 오리건주 재무관으로서 그리고 1975년부터 1979년까지 제31대 오리건주지사로서 하나의 기간을 지냈다. 주지사를 위하여 자신의 영원한 상대 톰 매콜처럼 저명한 환경 운동가였다.

## 어린 시절
샌프란시스코에서 태어났으며 그의 부모는 확고한 공화당원들이었던 토머스 J.와 메리 털리 스트라우브였다. 제2차 세계 대전 동안 그는 육군의 보급병 군단에 복무하였다. 스트라우브는 1943년 다트머스 대학교로부터 문학사 학위를, 그러고나서 1947년 대학원으로부터 경영학 석사를 취득하였다.
다트머스에서 학생 시절 동안 그그는 1943년 팻 스트라우드에게 결혼하였고 부부는 슬하 3남 3녀를 두었다. 1946년 스트라우브가 오리건주 스프링필드에 있는 새로운 웨어하우저 회사에 직업을 받아들였을 때 가족은 거기로 이주하였다. 웨어하우저에서 그는 자신의 전직 급우이자 이후에 오리건주 하원 의장이 된 리처드 아이만과 함께 일하였다. 스트라우브는 또한 건설 회사를 설립하였다. 그는 주식 시장, 부동산 개발업과 목재 교역에 투자함으로써 독립적으로 부자가 되었다.

## 정치 경력
스트라우브는 1954년 자신이 레인군 감사위원회로 선출되었을 때 자신의 정치 경력을 시작할 때까지 자신의 건설 회사에서 일하였다.
1955년부터 1959년까지 스타라우브는 위원회에 지냈다. 1959년부터 1963년까지 그는 오리건주 상원에서 레인군을 대표하였다. 상원에서 자신의 시간 동안 스트라우브는 천연 자원 관리와 보존을 위한 옹호자로서 자신의 명성을 확립하였다. 그는 공해와 수질 오염에 관하여 우려를 표명하는 데 주의 첫 지도자들 중의 하나였다.
1964년 스트라우브는 오리건주 재무관으로서 4년 기간으로 선출되었다. 2년 후, 그는 주지사 직위를 위하여 비성공적으로 나가 톰 매콜에게 패하였다. 주의 재무관으로서 스트라우브는 지방 정부 투자 제도와 오리건주 공무원 연금 기금을 창조하는 일을 하였다. 그는 네스터카 강을 가로질러 바다 앞을 따라 키완다 곶을 지나 모래톱 위로 가는 데 고속도로가 계획된 틸라무크의 남부 지역을 위하여 국도 제101호선에 건설을 반대하기도 하였다. 그는 계획으로 반대한 자들을 이끄는 도움을 주었고 그 이전의 내부 위치로 가까이 고속도로를 건설할 수 있었다. 스트라우브는 1965년부터 1973년까지 직위에서 2개의 기간을 지내고 1970년 매콜에게 두번째 입찰을 패하였다.

### 오리건주지사
매콜은 1974년 선거에서 3연속 기간을 추구하는 것으로부터 주의 헌법에 의하여 금지되었다. 스트라우브가 결국 그해 주의 최고 직위를 이길 수 있었으며 당시 주의 상원 빅터 애티예를 꺾어 1950년 이래 오리건주 주지사 경주에서 가장 큰 차이로 이겼다. 주지사로서 스트라우브의 재임 기간은 주의 에너지와 토지 이용법이 강화된 것을 보았다. 그는 또한 제산세 경감을 늘이고 노인들을 위한 공공요금 감면을 마련하는 데 일을 하였다. 그는 아무 이전의 오리건주지사보다 국가 기관 수장으로 더욱 많은 여성, 소수 민족과 장애인들을 임명하였다. 다른 성취들은 실업률을 12 퍼센트에서 5 퍼센트로 줄이고 제안된 마운트 후드 프리웨이를 위한 계획들을 끝내는 일을 한 것을 포함하였다. 스트라우브는 1978년 애티예와 리매치에서 자신의 재선 입찰에서 꺾였다.

## 이후의 세월
자신의 재선 실패에 이어 스트라우브는 세일럼, 스프링필드, 커틴과 윌러미나에서 농장들을 소유하면서 운영하였다. 추가로 그는 휠러군에서 목장을 운영하기도 하였다. 스트라우브는 1986년 선거에서 공화당 소속 상원 밥 팩우드를 상대로 나가는 것을 숙고하였으나 경주에 들어가지 않기로 결정하였다. 1987년 퍼시픽시티 근처에 있는 네스터카 스핏 주립 공원은 그의 영예에 밥 스트라우트 주립 공원으로 다시 이름이 지어졌고 레인군의 정부 사무실에 있는 회의실은 2001년 그의 영예에 이름이 붙었다. 1999년 그는 자신이 알츠하이머병으로부터 고통을 겪고 있었다는 것을 공고하였다. 2002년 11월 27일 그는 스프링필드에 있는 게이트웨이 생활 센터 요양원에서 병으로부터 합병증으로 사망하였다.